# Мельник, Григорий Андреевич
Григорий Андреевич Мельник (укр. Григорій Андрійович Мельник; 23 января 1909, с. Дедовщина, Васильковский уезд, Киевская губерния, Российская империя — 23 декабря 1976, Алма-Ата, Казахская ССР, СССР) — советский государственный и партийный деятель украинского происхождения.

## Биография
С 1927 — библиотекарь, позже секретарь районного комитета сельской бедноты в Фастове, слушатель рабочего факультета при Киевском горно-геологическом институте, а в 1933-м учился в этом институте.
С 1930 — в ВКП(б), инспектор исполнительного комитета районного совета, член пропагандистской группы ЦК Комсомола, в 1933—1939 гг. — помощник, заместитель начальника и начальник политического отдела совхоза.
В 1945—1948 гг. — 1-й секретарь Северо-Казахстанского областного комитета КП(б)К,
в 1948—1951 гг. учился в Высшей партийной школе при ЦК ВКП(б),
в 1951—1953 гг. — 1-й секретарь Семипалатинского областного комитета КП(б)K/КПК,
с мая 1953 по 1954 гг. — заместитель председателя Совета Министров Казахской ССР,
в 1954—1956 гг. — министр сельского хозяйства Казахской ССР,
в 1956—1957 гг. — слушатель курсов при ЦК КПСС,
с марта 1957 по январь 1958 — 1-й секретарь Целиноградского областного комитета КПК,
в 1957—1959 гг. — секретарь ЦК КПК.
В 1959—1963 гг. — 1-й заместитель председателя Совета Министров Казахской ССР,
в 1962—1963 гг. — министр производства и запасов сельскохозяйственной продукции Казахской ССР,
в 1963—1964 гг. — председатель Бюро ЦК КПК по вопросам управления земельными участками,
в 1963—1971 гг. — снова секретарь ЦК КПК.
Депутат Верховного Совета СССР 6 созыва.
Скончался 23 декабря 1976 года, похоронен на Центральном кладбище Алма-Аты.

## Награды
- Орден Ленина (трижды)
- Орден Трудового Красного Знамени
- Орден Отечественной Войны 1-й степени
- Орден «Знак Почёта» (05.11.1940) — «в связи с 20-летним юбилеем Казахской ССР, за достижения в развитии промышленности, сельского хозяйства, науки и искусства»